# رابرت هیگنز
رابرت هیگنز (انگلیسی: Robert Higgins; ۲۵ مارس ۱۹۲۵ – ۴ سپتامبر ۱۹۹۸) وزنه‌بردار اهل ایالات متحده آمریکا بود.
وی در مسابقات کشوری و بین‌المللی در مجموع برندهٔ ۱ مدال طلا شده‌است.